# Ponte do Cosme
Ponte do Cosme é um distrito do município brasileiro de Barbacena, no interior do estado de Minas Gerais. Segundo o censo demográfico de 2022, realizado pelo Instituto Brasileiro de Geografia e Estatística (IBGE), sua população era de 1 147 habitantes e havia 385 domicílios particulares permanentes ocupados. Possui área de 20,86 km² conforme a Fundação João Pinheiro (FJP). Foi criado pela lei municipal nº 3.365 nº 863 de 8 de novembro de 1996.
De acordo com o IBGE, em 2010 a população era de 909 habitantes e havia 330 domicílios particulares.
Estima-se que o povoamento da região começou com agricultores italianos em meados do século XX. A principal atividade do local continua sendo a agricultura. Tem em volta da Igreja de São Sebastião seu "centro" e maior concentração de população. Há ainda a "Vila Sofia" que margeia o rio das Mortes fazendo a divisa do município de Barbacena com o município de Antônio Carlos.[carece de fontes?]